# Fallersleber-Tor-Brücke (1904)
Die 1904 fertiggestellte Fallersleber-Tor-Brücke (auch Fallerslebertorbrücke) in Braunschweig wurde nach Plänen des Architekten Max Möller als Hängegurtträgerbrücke ausgeführt. Brücken über die Oker sind an dieser Stelle bereits seit dem Mittelalter nachgewiesen. Die unter Denkmalschutz stehende Brücke von 1904 musste 2009 wegen Baufälligkeit abgerissen werden und wurde Ende 2011 durch eine Stahlbetonbrücke ersetzt.

## Geschichte
Die Brücken am Fallersleber Tor bildeten seit dem Mittelalter eine wichtige Querung der Hauptausfallstraße Richtung Altmark und Berlin über den östlichen Umflutgraben, der Braunschweig zum Schutz vor Angriffen umgab. Über die Brücke verläuft die Fallersleber Straße, die so den nordöstlichen Teil des Stadtzentrums vom Hagenmarkt kommend mit dem östlichen Ringgebiet verbindet.
Die Brücke von 1904 ersetzte einen klassizistischen Vorgängerbau aus dem Jahre 1819, der nach Plänen Peter Joseph Krahes entstanden war. Krahes Brücke war aus Holz gebaut, aber außen so verkleidet, dass sie den Eindruck einer Steinbrücke erweckte. Krahe schuf die Brücke im städtebaulichen Kontext der ab 1803 einsetzenden Schleifung der Wallanlagen der Stadt, dabei war ein Ziel unter anderen die Aufrechterhaltung des architektonisch-klassizistischen Gesamteindruckes der Toranlagen der Stadt. Nur wenige Meter östlich der Brücke befinden sich noch zwei der von Krahe ebenfalls konzipierten Torhäuser. Krahes Brücke von 1819 wiederum ersetzte eine wohl 1711 entstandene Holzbrücke.
Für die Brücke von 1904 wurde die neue Hängegurtträger-Technik, deren Erfinder Max Möller, Professor an der Technischen Hochschule Braunschweig war, eingesetzt. Der Brückenkörper selbst bestand aus großen Natursteinquadern.
Neben dem Personen- und Kraftverkehr wird seither über die neue Brücke auch eine Straßenbahnlinie geführt.

### Soldatenstandbilder
Die Stadt beschloss neben der Beleuchtung auch einen besonderen Figurenschmuck für die Brücke. Weil sich diese in der Nähe der Waterloo-Kaserne und der Mars-la-Tour-Kaserne befand, wurde beschlossen, die Braunschweigische Militärgeschichte als Thema zu wählen. Dafür schuf der Braunschweiger Bildhauer Hermann Siedentop vier idealisierte, überlebensgroße Statuen von vier Soldaten Braunschweigischer Truppen aus den vergangenen 100 Jahren. Je eine dieser Statuen sollte auf jedem Eckpostament des steinernen Brückengeländers aufgestellt werden. Ursprünglich war geplant, diese Figuren in Bronze ausführen zu lassen – das erwies sich jedoch als zu teuer. Die Stadt entschied sich deshalb für Stein. Ein unbekannter Bürger soll daraufhin 6000 Mark für die Umsetzung in Kupferleben, statt Bronze, gespendet haben. Die in Braunschweig ansässigen Künstler Paul Rinckleben und Kämpfer führten die Treibarbeiten aus. Die vier Soldaten wurden am 11. August 1907 aufgestellt.
Auf der Nordseite der Brücke stand an deren Westecke ein Infanterist von 1809, aus der Zeit der Befreiungskriege gegen Napoleon. Der Soldat gehörte zur Schwarzen Schar des Schwarzen Herzogs Friedrich Wilhelm von Braunschweig-Wolfenbüttel. An der Ostecke stand ein Sergeant des Braunschweigischen Leibbataillons aus der Zeit des Deutsch-Französischen Krieges 1870/71. Aus dieser Einheit ging später das Braunschweigische Infanterie-Regiment Nr. 92 hervor. Auf der Südseite der Brücke stand an deren Westecke ein Grenadier von 1828 und an der Ostecke ein „moderner“ Musketier des Leibbataillons aus dem Jahre 1905.

Die vier Soldatenstatuen
Infanterist von 1809
Sergeant von 1870/71
Grenadier von 1828
Musketier von 1905

Wie viele andere Statuen aus Metall, darunter die vier Frauenstandbilder der unweit gelegenen Theaterbrücke oder das Reiterstandbild Herzog Wilhelms von 1904 auf dem Ruhfäutchenplatz, wurden auch die vier Standbilder der Fallersleber-Tor-Brücke während des Zweiten Weltkrieges entfernt und eingeschmolzen. Bildhauer Hermann Siedentop wurde am 27. September 1943 bei einem Bombenangriff der Royal Air Force auf Braunschweig getötet.

### Fortschreitende Baufälligkeit

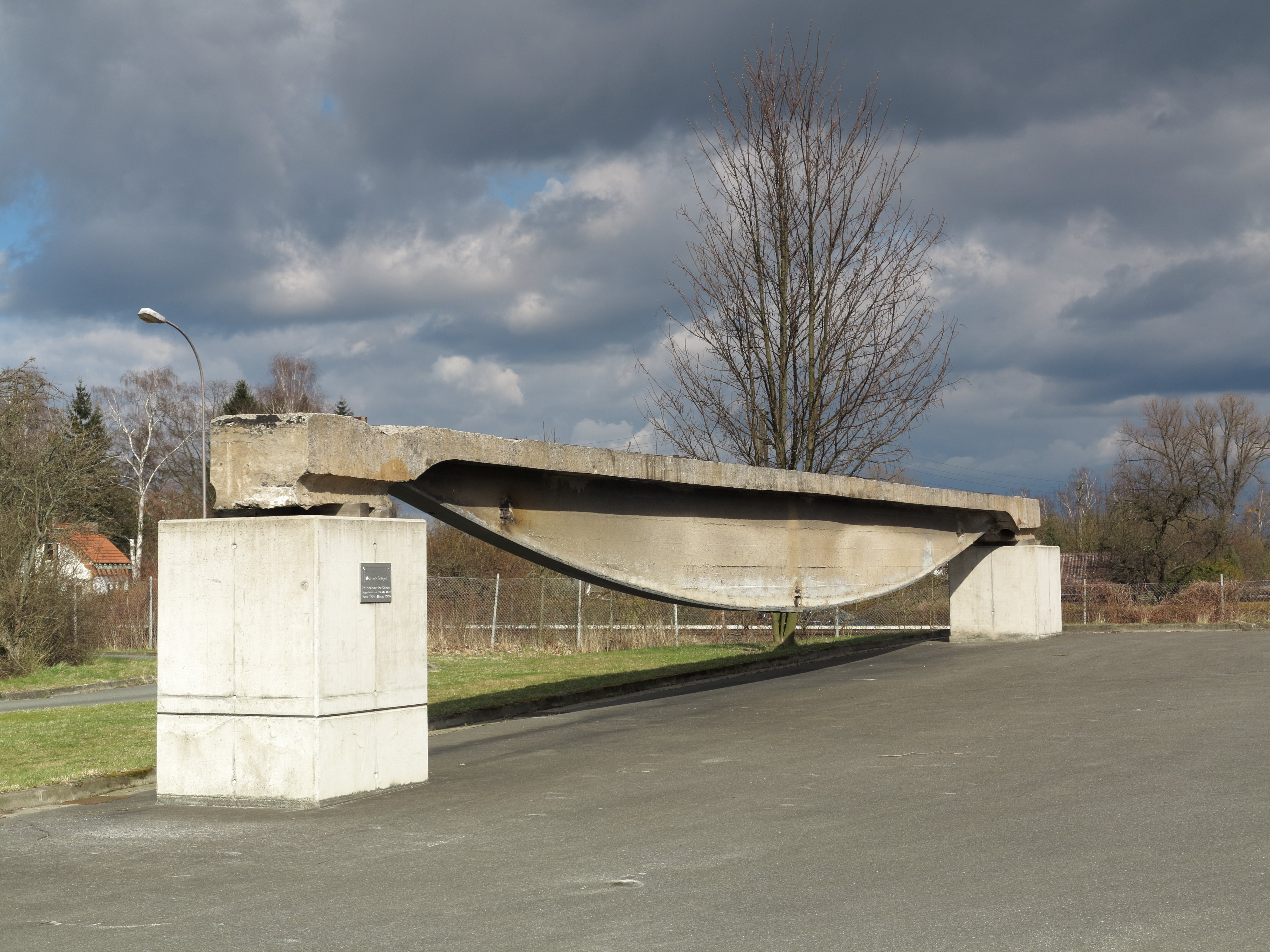
Erhaltener Hängegurtträger der Brücke von 1904

Wegen erhöhten Verkehrsaufkommens wurde das steinerne Brückengeländer Mitte der 1950er Jahre entfernt und durch ein schmuckloses Stahlgeländer ersetzt. Gleichzeitig wurde die Brücke auf jeder Seite um 1,30 m verbreitert, sodass die Gesamtbreite schließlich 20,50 m betrug. Aufgrund zunehmender Schäden an der Bausubstanz ordnete die Stadt Braunschweig 2006 eine Begrenzung der zulässigen Belastung auf 7,5 t an. Eine grundlegende Sanierung der unter Denkmalschutz stehenden Brücke wurde erwogen, aber schließlich zugunsten eines kompletten Neubaus verworfen.

## Neubau
Für den Neubau wurde ein Architektenwettbewerb ausgeschrieben. Der Siegerentwurf der Architektengemeinschaft Gerkan, Marg und Partner wurde umgesetzt. Nachdem die Brücke von 1904 abgetragen und der gesamte Verkehr auf der Fallersleber Straße eingestellt worden war, begannen die Neubauarbeiten im Juli 2009. Gleichzeitig wurde auch der gesamte Straßenzug saniert. Aufgrund erheblicher Verzögerungen bei den Bauarbeiten konnte die neue Brücke dem Verkehr aber erst am 10. November 2011 übergeben werden.

## Rezeption

Nordseite der Brücke, Blickrichtung Osten, ca. 1907.

Südseite der Brücke, Blickrichtung Osten, ca. 1909.

„Die Fallersleber Straße hinab marschierten Jahrzehnte hindurch die jungen Braunschweiger, wenn sie ihres Herzogs schwarze Uniform oder später das unbeliebte ‚Preußisch-Blau‘ anziehen mußten. Mit stiller Wehmut sahen die Braunschweiger zu, als am 2. Mai 1892 die letzte Schloßwache in der alten Uniforn abgelöst wurde. Seit dem 1. September 1843 hatte das Braunschweigische Infanterie-Regiment, das seine Tradition bis ins Jahr 1809 zurückführt, seinen Sitz in der Waterloo-Kaserne … Hermann Siedentop hatte uns auf der Fallersleber-Tor-Brücke eine Erinnerung an diese Zeit geschenkt, vier in Kupfer getriebene kraftvolle Soldaten, die am 11. August 1907 aufgestellt wurden: einen Infanteristen von 1809 in der schwarzen Felduniform, einen Grenadier von 1828 in der prächtigen Paradeuniform Karls II., einen Sergeanten des Leibbataillons von 1870/71 und einen Musketier von 1905 in der Paradeuniform.“

## Flussbadeanstalt
1847 war unweit der Brücke die dritte Flussbadeanstalt der Stadt eröffnet worden. Bereits 1848 wurde dieses Bad aber weiter nach Norden an die Wallpromenade beim Wendentor verlegt.